# Helene Labhardt
Helene Labhardt (auch Helen Labhardt; * 19. Dezember 1887 in Küsnacht; † 28. Dezember 1965 in Zollikerberg) war eine Schweizer Malerin und Grafikerin.

## Leben
Helene Labhardt studierte von 1906 bis 1909 an der Genfer École des Beaux-Arts und 1912 im Atelier Martin an der Académie de la Grande Chaumière in Paris. Ab 1912 beschickte sie das Kunsthaus Zürich. Zu Studienzwecken hielt sie sich 1922 in Florenz und 1925 in Rom auf, wo Aquarelle mit Motiven aus dem Park der Villa Borghese entstanden. Bekannt war Labhardt vor allem für ihre Landschaften, Stillleben und Bildnisse. Im Stadthaus Zürich und im Stadthaus Bern befinden sich Werke Labhardts.

## Ausstellungen
- 1935: Kunstmuseum St. Gallen: Oskar Dickmann, Helen Labhardt, Magda Werder[2][3]
- 1936: Kunsthaus Zürich: Fritz Boscovits, Pietro Chiesa, Alfred Marxer, Eduard Bick, Arnold Brügger, Adolf Fehr, Hermann Huber, Charles Hug, Helen Labhardt, Alexander Soldenhoff
- Kunsthaus Zürich: Pastelle von Helen Labhardt[4]